# 金山大桥 (上海)
金山大桥是中國上海市金山區一條橫跨掘石港的橋樑，亭楓公路位於橋梁上。

## 歷史
1937年，金山大桥建成。當時的金山大桥整体是钢、木、混凝土结构。由於金山大橋與中国传统的橋樑不同，当地人又称它为「大洋桥」。整座桥长125米，载重6吨。
1949年5月，金山大桥被炸毁。1959年1月15日，金山大桥重建工程开工。9月竣工，并由时任上海市委书记处书记魏文伯题写桥名。重建的大桥全长仍为125米，双车道，是当时上海最大的公路桥，被称为「上海第一长桥」。
1989至1990年，亭枫公路扩建，同时改建金山大桥。改建后的金山大桥桥长373米，桥面宽17米，四车道。2010年又对桥面进加固，人行道加宽。
2016年12月，金山大桥启动改建。2020年8月，改建後的金山大桥北半幅主桥建成。2022年1月21日，改建後的金山大桥南半幅主桥通車。改建後的金山大桥桥梁部分长约1.4千米，钢结构主桥长为180米，为双向6快2慢车道。